# Caecilia orientalis
Espèce
Statut de conservation UICN

 LC  : Préoccupation mineure
Caecilia orientalis est une espèce de gymnophiones de la famille des Caeciliidae.

## Répartition
Cette espèce se rencontre entre 600 et 2 410 m d'altitude :
- dans les cordillères centrale et occidentale en Colombie ;
- dans les provinces de Sucumbíos et de Napo en Équateur.

## Publication originale
- Taylor, 1968 : The Caecilians of the World: A Taxonomic Review. Lawrence, University of Kansas Press.